# ポルト・チェレージオ
ポルト・チェレージオ（伊: Porto Ceresio）は、イタリア共和国ロンバルディア州ヴァレーゼ県にある、人口約2,800人の基礎自治体（コムーネ）。ルガーノ湖に面している。

## 地理

### 位置・広がり

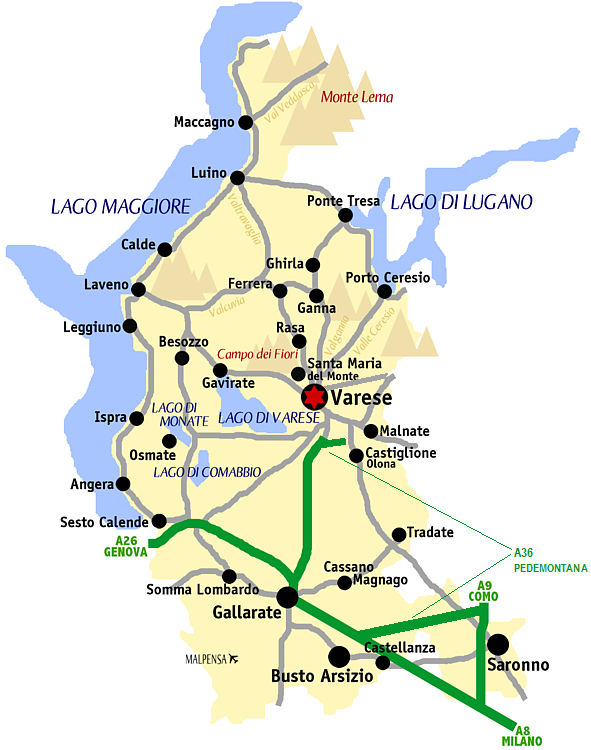
ヴァレーゼ県概略図

#### 隣接コムーネ
隣接するコムーネは以下の通り。括弧内のCH-TIはスイスティチーノ州所属を示す。
- ベザーノ
- ブルジンピアーノ
- Brusino Arsizio (CH-TI)
- クアッソ・アル・モンテ
- Mendrisio (CH-TI)
- Morcote (CH-TI)

### 地震分類
イタリアの地震リスク階級 (it) では、4 に分類される
。

## 行政

### 分離集落
ポルト・チェレージオには、以下の分離集落（フラツィオーネ）がある。
- Albero di Sella, Cà del Monte, Case Moro, Monte Casolo, Monte Grumello, Poncia, Ronco Falcione, Selva Piana

## 姉妹都市
- アウグストゥフ、ポーランド